# Avril 1885

## Événements
- L’Allemagne prend le contrôle des Salomon du Nord (fin en 1900).
- 15 avril : Alexander Graham Bell enregistre sa voix sur un disque de cire citant des nombres. C'est l'un des plus vieux enregistrement restaurés.
- 2 avril : défaite du Guatemala face au Salvador à la bataille de Chalchuapa. Le rêve du président du Guatemala Justo Rufino Barrios de rétablir par la force la Fédération centraméricaine s’effondre.
- 5 - 6 avril : création du parti ouvrier belge.
- 6 avril, France : premier gouvernement Brisson

- 18 avril : traité de Li-Ito (ou Tianjin) par lequel le Japon et la Chine retirent leurs troupes de Corée et décident de se notifier mutuellement toute intervention.
- 24 avril, Canada : bataille de Fish Creek.

## Naissances
- 3 avril : 
  - Frère Marie-Victorin, religieux et botaniste.
  - Allan Dwan, réalisateur, scénariste et producteur.
- 4 avril : Helen Saunders, peintre britannique († 1er janvier 1963).
- 6 avril : Léon Mundeleer, homme politique belge († 14 décembre 1964).
- 12 avril : Robert Delaunay, peintre français († 25 octobre 1941).

## Décès
- 16 avril : Alphonse Robert, peintre français (° 19 mars 1807).